# Остров Дригальского
О́стров Дрига́льского (англ. Drygalsky Island) — остров в средней части моря Дейвиса в Антарктике. Расположен в 78 км от материка, в районе полярной станции Мирный.

## География
Остров представляет собой ледниковый купол высотой 327 м. Берега — отвесные ледяные обрывы высотой 23-46 м.

## История
Остров был открыт в 1912 году австралийской антарктической экспедицией Дугласа Моусона; назван в честь немецкого полярного исследователя Эриха фон Дригальского. Впервые на острове высадились и подробно его обследовали участники советской антарктической экспедиции в 1956 году.
20 мая 1960 года на острове была открыта временная советская станция Мир, просуществовавшая до 6 августа.